# Puksten
Puksten var före 2015 en av SCB avgränsad och namnsatt småort i Norrköpings kommun i Östergötlands län. Småorten upphörde 2015 när området växte samman med bebyggelsen i Svärtinge.